# 트란스니스트리아 (지역)
트란스니스트리아(루마니아어: Transnistria, 우크라이나어: Придністров'я 프리드니스트로비야[*], 러시아어: Приднестровье 프리드네스트로비예[*], 문화어: 쁘리드네스뜨로비예)는 몰도바의 드네스트르강 동안을 가리키는 지역이다. 최대도시는 티라스폴이며, 트란스니스트리아 몰도바 공화국이 대부분을 통치하나 몰도바의 실효 지배로 남은 지역도 있다. 